# Lennart Klingström
Lennart Klas Valdemar Klingström (Österåker, 18 aprile 1916 – Danderyd, 5 luglio 1994) è stato un canoista svedese.

## Palmarès
- Giochi olimpici

Londra 1948: oro nel K2 1000 metri.
- Mondiali

Londra 1948: oro nel K4 1000 metri, oro nel K1 4x500 metri.
Copenaghen 1950: oro nel K1 4x500 metri, argento nel K1 500 metri.